# Branko Zorko
Branko Zorko (Croacia, 1 de julio de 1967) es un atleta croata retirado especializado en la prueba de 1500 m, en la que ha conseguido ser medallista de bronce europeo en 1994.

## Carrera deportiva
En el Campeonato Europeo de Atletismo de 1994 ganó la medalla de bronce en los 1500 metros, corriéndolos en un tiempo de 3:36.88 segundos, llegando a meta tras los atletas españoles Fermín Cacho (oro) e Isaac Viciosa (plata con 3:36.01 segundos.